# Rattelsdorf (Thuringe)
Rattelsdorf est une commune allemande de l'arrondissement de Saale-Holzland, Land de Thuringe.

## Géographie
Rattelsdorf s'étend le long de la vallée de la Weißbach. À l'ouest commence une grande forêt, le Holzland thuringien.
| Waltersdorf |             | Lippersdorf-Erdmannsdorf |
| Meusebach   | Rattelsdorf | Weißbach                 |
|             | Bremsnitz   |                          |

## Histoire
Rattelsdorf est mentionné pour la première fois en 1412.

## Source de la traduction
- (de) Cet article est partiellement ou en totalité issu de l’article de Wikipédia en allemand intitulé « Rattelsdorf (Thüringen) » (voir la liste des auteurs).